# تيري ديفيس (مؤلف)
تيري ديفيس (بالإنجليزية: Terry Davis)‏ (1947، سبوكين في الولايات المتحدة)؛ كاتِب مُتخصِّص في أدب الأطفال، سيناريست وروائي أمريكي.

## روابط خارجية
- تيري ديفيس على موقع IMDb (الإنجليزية)
- تيري ديفيس على موقع قاعدة بيانات الفيلم (الإنجليزية)